# Asesinos Cereales
Asesinos Cereales ist eine argentinische Ska-Punk-Band. 

## Geschichte
Asesinos Cereales formierte sich im Jahre 2000 kurz nach der Trennung der lokalen Szenebands Bajo Presión, Hating Hate und Alteración. Anfangs war die neue Band noch beeinflusst durch die Musik der ehemaligen Gruppen, dem Punk-Rock. Aber die Musiker entwickelten sich weiter und erweiterten den Horizont ihrer Musik. Sie fing an mit Ska-Rhythmen zu experimentieren und auch Trompete, Posaune und Keyboard fanden ihren Platz in einigen Stücken. Während der Konzerte spielte sie mit Ska-P, The Locos und den Reincidentes.
Im Januar 2005 begannen sie mit der Aufnahme ihrer ersten CD, welche Rompecabezas genannt wurde. Produziert von 4K Records und vertrieben von Universal enthielt diese erste Scheibe 12 Stücke. In der zweiten Hälfte des Jahres 2005 spielten die Asesinos Cereales mit The Locos sowie den Reincidentes aus Spanien. 
Die zweite CD der Asesinos Cereales Sin Fronteras erschien im November 2007. Zusätzlich zu dieser CD wurde ein Videoclip zu Podria Ser Viernes gedreht.
In Deutschland wurden sie vor allem als Freunde von Ska-P bekannt, da sie häufig zusammen mit diesen auftraten und auch Live-Stücke covern.

## Diskographie
- 2000: Miércoles 14 (selbstvertriebenes Demo)
- 2004: Rompecabezas
- 2007: Sin Fronteras